# Neblo
Neblo é uma vila localizada no município de Brda na Eslovênia. Possuía uma população estimada de 197 habitantes em 2020.